# John Elkington
John Elkington foi descrito pela Business Week, como o "decano do movimento da sustentabilidade corporativa há três décadas."
Ele foi fundador e atualmente é um dos diretores da consultoria SustainAbility, uma consultoria focada e comprometida com a melhoria econômica, social e sustentabilidade ambiental, através da melhoria das práticas comerciais e mercados. Em março de 2008, ele ajudou a fundar a Volans Ventures. Academicamente é conhecido como o criador do termo "Triple bottom line", ou "tripé da sustentabilidade".
O consultor britânico John Elkington, de 57 anos, foi um dos precursores da responsabilidade social e ambiental nas grandes empresas. Fundou em 1987 a SustainAbility, uma instituição que orienta empresas como Hewlett Packard e Microsoft a produzir com responsabilidade socioambiental. Autor do Guia do Consumidor Verde, best-seller da década de 80, lançou a tendência de orientar os consumidores a escolher produtos de empresas ecologicamente corretas, criando um cliente ambientalmente exigente. Hoje, é uma das referências empresariais para fazer negócios aproveitando os recursos naturais. Publicou dezesseis livros, como o best-seller Guia do Consumidor Verde (1988).
ÉPOCA - Por quê? Elkington - Se você for para o Leste Europeu ou a Rússia, encontrará os danos gerados pela poluição industrial. O governo da antiga União Soviética realmente não pensou no meio ambiente. Como resultado, enfrenta poluição dos recursos hídricos, do solo, florestas mortas e contaminação nuclear, não somente perto de Chernobyl. Países do Reino Unido discutem há 20 anos a chuva ácida gerada pela indústria do carvão. Em locais dos Estados Unidos, da Escandinávia e do Canadá, você tem uma geologia que já é ácida. Com a poluição, a situação tem piorado. Você pode calcular o tamanho do problema que a China terá de enfrentar no futuro.
ÉPOCA - Grande parte dos países que já alcançaram o desenvolvimento não teve de arcar com preocupações ambientais. É justo agora que as nações em desenvolvimento tenham de crescer de forma sustentável? Elkington - Não é justo. E nunca o será se as nações ricas não as ajudarem. Existe uma dívida histórica com as nações em crescimento e economias emergentes. O mundo industrial conseguiu suas riquezas explorando recursos naturais em todo o mundo. Eu não acho que agora podemos simplesmente dizer para os outros países fazerem diferente sem os ajudar nesse caminho. Mas acredito que a saída não vai ocorrer por meio de governos, e todos os seus problemas com corrupção. Acho que a solução deverá acontecer s no mundo empresarial. Existem tecnologias a ser transferidas. Já estamos vendo isso acontecer aos poucos na China, na Índia e no Brasil. Os caminhos terão de ser balanceados. Não há como pender mais somente para um dos lados.
ÉPOCA - O senhor pode me dar exemplo de uma nação que alcançou um desenvolvimento sustentável? Elkington - Não (risos). Nós já nos fizemos essa pergunta várias vezes. Fizemos uma pesquisa com mil pessoas de oito países. A resposta foi basicamente a Escandinávia, a Suíça e a Finlândia. Agora, se eu tivesse de escolher dois exemplos, apontaria a Dinamarca e a Suíça como nações que conseguiram unir o meio ambiente, a questão social e a tecnológica da melhor forma possível. Eles se industrializaram sem poluir os rios. Suas florestas estão crescendo.
ÉPOCA - O senhor acredita que os empresários terão papel mais relevante que os governos para evitar a degradação ambiental. Quem vai vigiá-los? Elkington - Os consumidores. Eles são cada vez mais vigilantes desde o fim da década de 80. Cerca de 67% desses consumidores conscientes são mulheres. No início, o grupo era composto de mães de adolescentes ou crianças preocupadas com o futuro de seus filhos. Depois, os próprios jovens passaram a avaliar os produtos que consumiam. Percebi que houve uma mudança no grau de conscientização. Hoje, as pessoas se mostram mais preocupadas com o que vai acontecer com a natureza caso utilizem determinado produto, e não estão apenas focadas no futuro de seus filhos. Os homens também começaram a se envolver mais com a questão. Com isso, em alguns países da Europa e nos Estados Unidos existe agora uma competição entre os supermercados para saber quem é o mais verde e quem oferece mais produtos orgânicos. Países como o Japão e o Brasil já estão desenvolvendo um nicho de consumidor verde.
ÉPOCA - Existe um capitalismo verde? Elkington - Quando formulei essa proposta, há 20 anos, com um livro chamado Capitalismo Verde, fui criticado pelos ambientalistas. Questionavam usar a palavra verde junto a um termo tão controverso como capitalismo. Ninguém ainda havia feito essa junção. Poucos acreditavam ser possível fazer as grandes empresas se preocupar com a questão ambiental. Isso foi dois anos antes da queda do Muro de Berlim e de o capitalismo ganhar uma face globalizada. Hoje, alguns dos casos mais interessantes estão nos EUA. Apesar de a administração Bush resistir a aceitar as medidas de controle das mudanças climáticas. Mesmo nesse cenário, uma companhia como a General Electric investe em tecnologias limpas dentro de um projeto chamado Ecoimagination. Só nos primeiros 12 meses, tiveram uma receita que passou de US$ 6,2 bilhões para US$ 10 bilhões. Inclui motores menos poluentes para carros, locomotivas e aviões. A rede de supermercados Wal-Mart sofreu com o furacão Katrina, que assolou Nova Orleans, onde ficava a sede da companhia. Poucos sabem, mas a Wal-Mart doou US$ 17 milhões para a reconstrução de locais destruídos pelo furacão e US$ 3 milhões em mercadorias às vítimas. Após o desastre, também começaram a investir em energias renováveis e em programas de reciclagem.
ÉPOCA - A SustainAbility já desistiu de trabalhar com alguma empresa? Elkington - Chegamos a romper com a Shell e a criticamos publicamente dez anos atrás, quando a companhia teve grandes problemas de contaminação no Mar do Norte. Depois disso, várias ONGs, como o Greenpeace, nos aconselharam a confiar na companhia novamente. Sempre agimos com transparência em relação às indicações de políticas e práticas que propomos à Shell. Outro exemplo de rompimento foi a Monsanto. Há dez anos, decidimos nos afastar dessa companhia devido a sua política de organismos geneticamente modificados. Percebemos que não estávamos fazendo mais progressos na tentativa de mudar a forma com que eles passaram a lidar com a biotecnologia.
ÉPOCA - Como o senhor imagina o futuro? Elkington - Será um mundo com 10 bilhões de pessoas que terá de gerenciar muito bem seus recursos naturais, para não ter problemas com o clima e a energia. Mas o que me faz ser otimista é ver o desenvolvimento de tecnologias renováveis. Principalmente, iniciativas de empreendedores individuais. Pessoas como o brasileiro Fábio Rosa, que conseguiu levar luz solar para comunidades rurais. Já estive várias vezes no Brasil visitando alguns projetos da Natura, que tem trabalhado com comunidades da Amazônia. Essas histórias me inspiram para o futuro. Algumas vezes, felizmente, as mudanças acontecem. Em outros casos, por várias razões, não acontecem.